# Drimiopsis
Drimiopsis é um género botânico pertencente à família Asparagaceae.